# Lovelorn
Lovelorn este primul album de studio al trupei norvegiane de goth metal Leaves' Eyes.

## Tracklist
1. Norwegian Lovesong
2. Tale Of The Sea Maid
3. Ocean's Way
4. Lovelorn
5. The Dream
6. Secret
7. For Amelie
8. Temptation
9. Into Your Light
10. Return To Life